# Chikkellur, Bangalore South
Chikkellur là một làng thuộc tehsil Bangalore South, huyện Bangalore Urban, bang Karnataka, Ấn Độ.